# Enzen (Zülpich)
Enzen ist ein Stadtteil von Zülpich im Kreis Euskirchen in Nordrhein-Westfalen. Ortsvorsteher ist Christoph Neuhaus.

## Lage
Enzen liegt in der Zülpicher Börde. Nachbarorte sind Linzenich, Ülpenich, Dürscheven und Obergartzem, welches zur Stadt Mechernich gehört.

## Geschichte

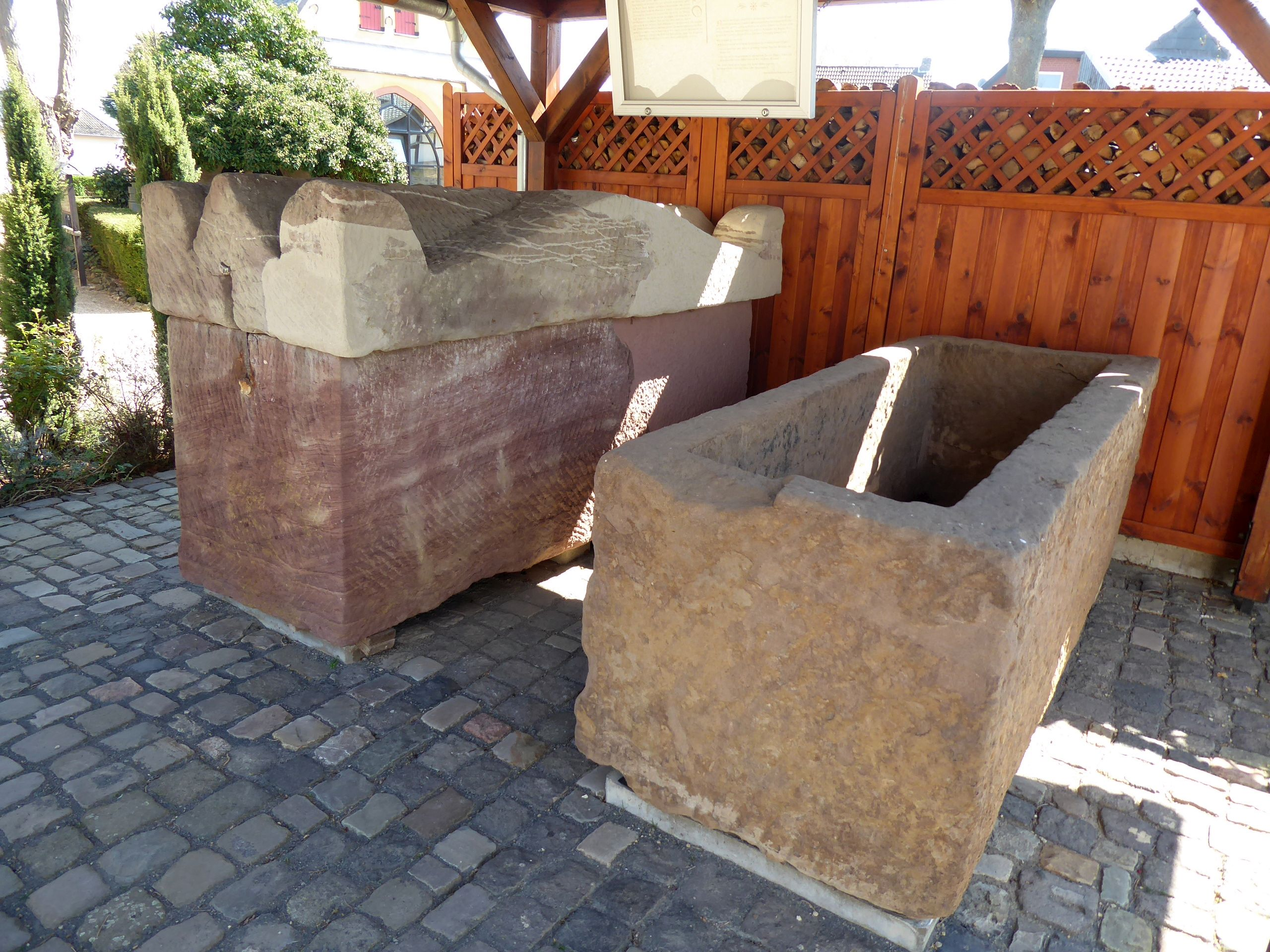
Die römischen Steinsärge auf dem Friedhof Enzen

Enzen wurde schon von den Römern besiedelt. An der Stelle des alten Kirchhofes dürfte ein römisches Kastell gestanden haben. Hier ist heute noch ein künstlicher Hügel zu sehen.
Die erste schriftliche Erwähnung des Ortes Enzen erfolgte 893 im Prümer Urbar. Östlich des Enzbaches hat früher eine Burg gestanden.
1663 wurden in Enzen ein Steinsarg aus rötlichem Sandstein ausgegraben, der aus einem Stück gehauen ist (Monolith). Im Sarg fand man ein Skelett. Berichte über die Grabbeigaben sind in der Bevölkerung fast zweihundert Jahre lang mündlich überliefert worden, bevor eine erste wissenschaftliche Publikation erfolgte. Die genaue Bestimmung der verlorenen Fundstücke und ihre Lage im Grab ist nach den Überlieferungen kaum möglich. So soll der Kopf des Toten in einer goldenen Schüssel gelegen haben.
Man hat früher vermutet, dass es sich hier um die Grabstätte König Theudebert II. handelt. Diese Interpretation ist jedoch nicht mehr zulässig. Die beiden erhaltenen Grabbeigaben, ein Armring und ein Scheitelband, weisen vielmehr ganz eindeutig auf ein römisches Frauengrab aus der 2. Hälfte des 3. Jahrhunderts n. Chr. hin. 1807 barg Ferdinand Franz Wallraf neue Bodenfunde für die Kölner Sammlungen. Im Jahr 1811 wurde in Enzen noch ein römisches Brandgrab in einer Aschenkiste aus Stein gefunden. Eine weitere reiche Frauenbestattung wurde 1977 im Ort entdeckt. Funde aus dem Grab von 1977 sind im Museum der Badekultur in Zülpich ausgestellt.
Die 1663 und 1977 gefundenen Steinsärge werden inzwischen auf dem örtlichen Friedhof in unmittelbarer Nähe zum Kircheingang ausgestellt.
Enzen hatte schon sehr früh eine eigene Bürgermeisterei. Später gehörte Enzen zur Amtsverwaltung Satzvey-Wachendorf-Enzen.
Am 1. Juli 1969 wurde Enzen nach Zülpich eingemeindet.

## Kirche

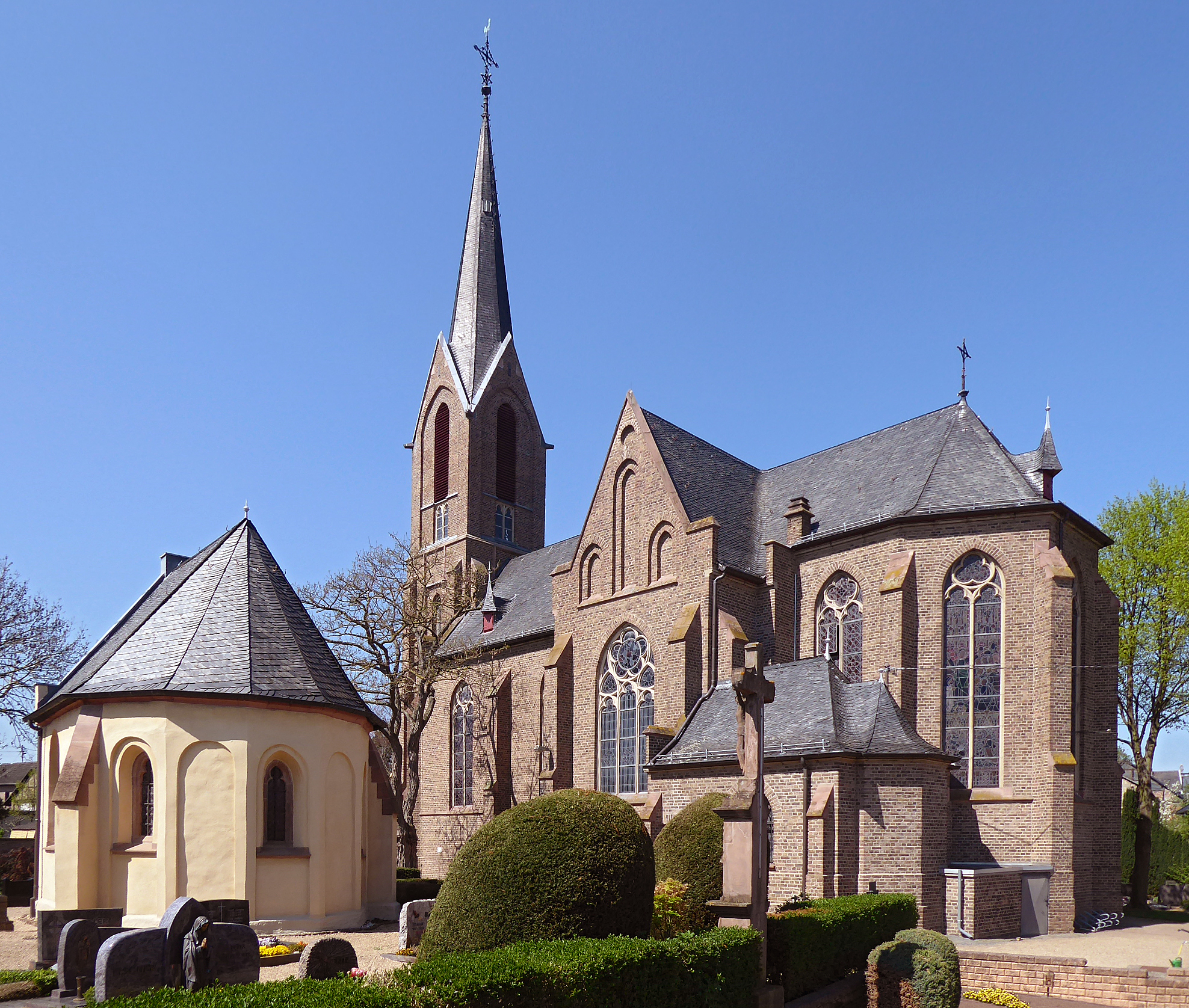
Kirche St. Kunibert, links die erhaltene Apsis der alten Kirche

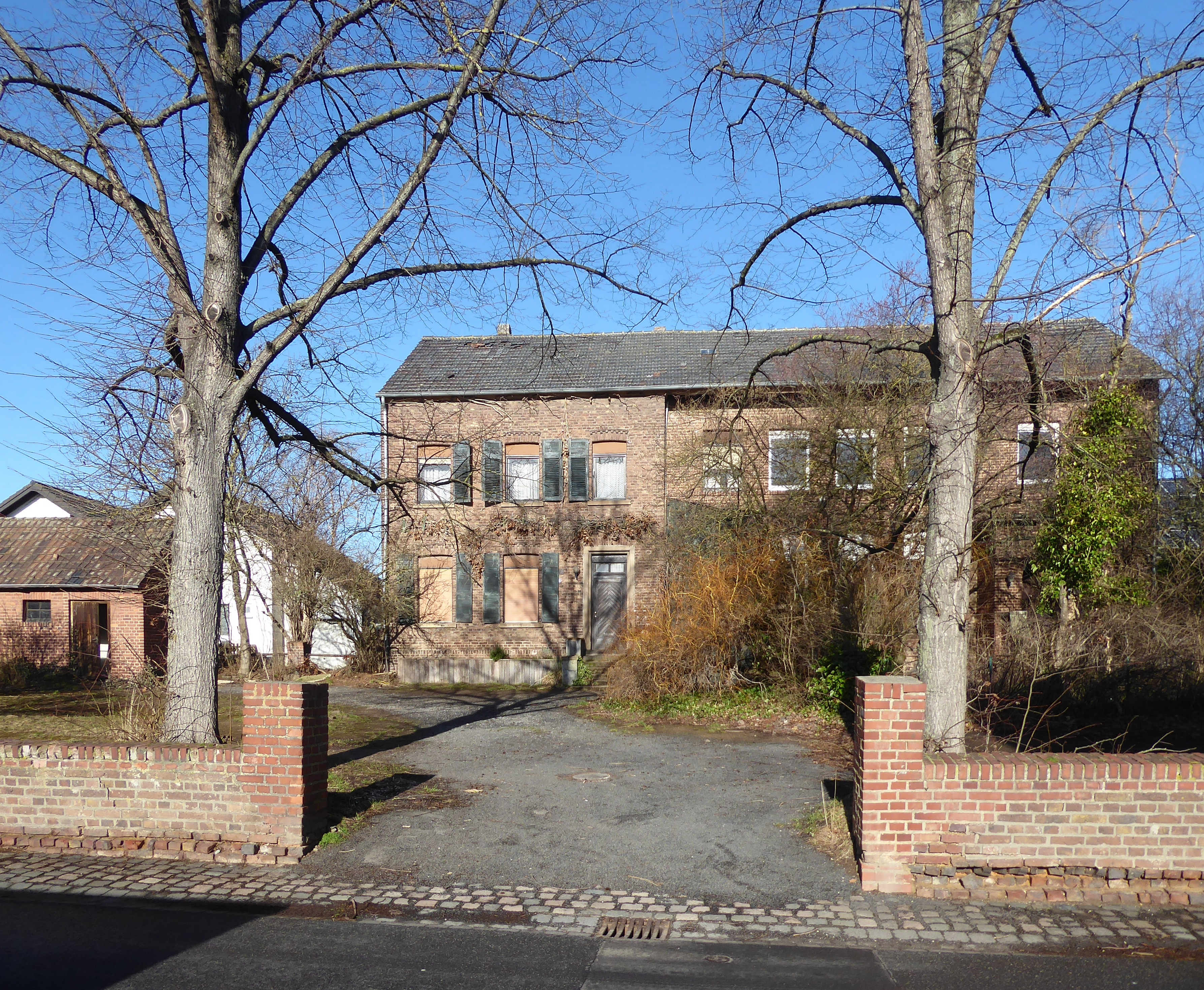
Die Alte Schule

Die Pfarrkirche steht unter dem Patrozinium von Kunibert.
1899 wurde die alte Kirche abgerissen. Die Apsis aus der Zeit um 1200 ist das älteste Zeugnis für das Bestehen einer Kirche in Enzen. Bereits für 1366 ist ein eigener Pfarrer nachgewiesen. Selbstständige Pfarre wurde Enzen aber erst 1806.
1902 wurde die heutige dreijochige neugotische Backsteinsaalkirche mit verschiefertem Dach nach Plänen des Architekten Anton Becker erbaut. Der 1853 in Lüftelberg (Stadt Meckenheim, Rhein-Sieg-Kreis) geborene Architekt, Baumeister und Bauunternehmer hatte bereits zuvor im südlichen Nordrhein-Westfalen und im nördlichen Teil von Rheinland-Pfalz zahlreiche Kirchen und Kapellen errichtet. Die Kunsthistoriker Herzog und Nußbaum rechnen ihn unter Bezugnahme auf den Kirchenbau in Enzen stilistisch der „Kölner Schule“ zu.

## Schule
Das heutige Haus Metternich und die frühere Schmiede (Werkstatt) Besseler haben als erstes Schulhaus gedient. Später wurden die heutigen Häuser Schröder und Schumacher als Schule benutzt.
Etwa um das Jahr 1875 wurde die alte Schule bezogen. Sie war einklassig und hatte mit der Lehrerdienstwohnung einen gemeinsamen Eingang. 1929 wurde eine zweite Klasse aufgebaut.
In den späten 1960er Jahren wurde im Neubaugebiet am Sportplatz eine neue Grundschule gebaut und einige Jahre als solche genutzt. Anschließend wurde dort eine Lehrwerkstatt eingerichtet, heute befindet sich eine Firma zur Herstellung elektronischer Bauteile im Gebäude.

## Verkehr
Durch den Ort verlaufen die Landesstraßen 61 und 178. Am Ort vorbei geht die A 1. Früher kreuzten sich im Ort sechs Römerstraßen.
Der Ort liegt im Verbundraum des Verkehrsverbundes Rhein-Sieg (VRS). Die Buslinie 810 der RVK verbindet Enzen mit Euskirchen und Schwerfen. Die Busse des Rurtalbus fahren mit der AVV-Linie 298 auf ihrer Strecke von Düren nach Euskirchen durch den Ort. Bis zum 31. Dezember 2019 wurde diese Linie vom BVR Busverkehr Rheinland bedient. Abends verkehren einzelne Fahrten des MiKE von Zülpich nach Enzen.
| Linie | Betreiber    | Verlauf |
| ----- | ------------ | --- |
| 298   | Rurtalbus    | Düren Bf/ZOB – StadtCenter – Gneisenaustraße – Binsfeld – Rommelsheim – Bubenheim – Jakobwüllesheim – Vettweiß – Froitzheim – (Ginnick ← Embken ← Juntersdorf ←) Füssenich – Geich – Zülpich Post – (Zülpich Bf –) Zülpich Frankengraben – (Adenauerpl./Schulzentr. –) (Nemmenich –) Ülpenich – (Enzen –) Dürscheven – Elsig – Euenheim – Euskirchen Berufskolleg – Euskirchen Bf |
| 810   | RVK          | Euskirchen Bf – Euenheim – Wißkirchen – Enzen – (Linzenich – Lövenich – Sinzenich –) Schwerfen |
| 889   | RVK/Kreis EU | MiKE / AST-Verkehr: (Füssenich – Geich –) Bessenich – Zülpich Bf – Zülpich Frankengraben (→ Nemmenich → Lüssem → Ülpenich → Dürscheven → Enzen) |

## Persönlichkeiten
- Eduard Mückenhausen (1907–2005), Bodenkundler, geboren in Enzen